# Carl Winter
Carl Winter (fl. XIX secolo) è stato un artigiano austro-ungarico del XIX secolo.
Carl Winter fu un costruttore di strumenti scientifici attivo a Vienna verso la metà dell'Ottocento. Ideò una macchina elettrostatica a strofinio con disco di vetro e condensatori ad anello, un tipo di generatore derivato dalla macchina "a lunga scintilla" di Jean Baptiste Le Roy del 1772, che ebbe una notevole popolarità negli anni 1850-60. Tale macchina elettrostatica è comunemente chiamata macchina di Winter.